# Lleida (pokrajina)
Lleida (katalonski: Lleida, službeno španjolski: Lérida, okcitanski: Lhèida) je španjolska provincija na sjeveroistoku zemlje, na sjeverozapadu autonomne zajednice Katalonije.
U pokrajini živi 438.001 stanovnika (1. siječnja 2014.), a prostire se na 12.150 km². Glavni grad pokrajine je Lleida. Službeni jezici su španjolski, katalonski i aranska inačica okcitanskog.